# Gertruda de Dagsburg
Gertruda de Dagsburg (n. cca. 1190-d. 30 martie 1225) a fost fiica și moștenitoarea lui Albert al II-lea, conte de Metz și de Dagsburg (Dabo). Ea a fost o trouvère și a fost căsătorită în trei rânduri.
Gertruda a purtat numele mamei sale, Gertruda de Baden, fiică a margrafului Herman al III-lea de Baden.
Ea l-a succedat pe tatăl ei în poziția de contesă, după moartea acestuia din 1212, moment în care ea era deja căsătorită cu Theobald, care în curând avea să devină duce de Lorena (1213), potrivit Vitae Odiliae. Logodna dintre ei ar fi fost încheiată încă din septembrie 1205, pe când Gertruda era doar un copil. Imediat după căsătorie, soțul ei a preluat imediat administrarea moștenirii, însă a murit la începutul anului 1220 fără să fi avut copii. În mai 1220, Gertruda s-a recăsătorit cu Theobald, conte de Champagne (ca Theobald al IV-lea) și rege al Navarrei (ca Theobald I), care pe atunci era doar un adolescent. Căsătoria a avut loc împotriva voinței împăratului Frederic al II-lea de Hohenstaufen. În 1222, Theobald a repudiat-o pe Gertruda fie pe motiv de consanguinitate (potrivit cronicii lui Albericus Trium Fontanum), fie de sterilitate (conform cu călugărul Richerus). În 1224, ea s-a căsătorit pentru a treia oară, de această dată cu contele Simon al III-lea de Saarbrücken și Leiningen, dar a decedat la mai puțin de un an după aceea. Gertruda a fost înmormântată în abația de Sturzelbronn. Ultimul ei soț a moștenit comitatul de Dagsburg.
Gertruda este probabil acea ducesă de Lorena care a compus două poeme lirice în franceza veche. Una dintre ele, Un petit devant le jour, se regăsește în mai multe surse, unele cu acompaniament muzical.